# Duo Live in Concert
| Recensione                                                | Giudizio |
| --------------------------------------------------------- | -------- |
| (EN) Duo Live in Concert, su AllMusic, All Media Network. |          |

Duo Live in Concert è un album live del pianista Kenny Drew e del contrabbassista Niels-Henning Ørsted Pedersen registrato nei Paesi Bassi nel 1974 e pubblicato dall'etichetta SteepleChase.

## Accoglienza
La recensione di AllMusic ha dato all'album tre stelle.

## Tracce
1. In Your Own Sweet Way (Dave Brubeck) – 9:44
2. My Little Suede Shoes (Charlie Parker) – 5:26
3. You Don't Know What Love Is (Gene DePaul, Don Raye) – 6:15 – Traccia bonus su CD
4. My Shining Hour (Harold Arlen, Johnny Mercer) – 8:45
5. Viking's Blues (Niels-Henning Ørsted Pedersen) – 5:50
6. Óleo (Sonny Rollins) - – 0:36 – Traccia bonus su CD
7. Do You Know What It Means to Miss New Orleans? (Louis Alter, Eddie DeLange) – 6:35 – Traccia bonus su CD
8. Serenity (Kenny Drew) – 4:27
9. All Blues (Miles Davis) – 6:04 – Traccia bonus su CD
10. Trubbel (Olle Adolphson) – 5:00
11. There Is No Greater Love (Isham Jones, Marty Symes) – 9:21
12. Oleo (Rollins) – 2:14

## Formazione
- Kenny Drew - pianoforte
- Niels-Henning Ørsted Pedersen - contrabbasso